# Tilapia cessiana
Tilapia cessiana är en fiskart som beskrevs av Thys van den Audenaerde, 1968. Tilapia cessiana ingår i släktet Tilapia och familjen Cichlidae. IUCN kategoriserar arten globalt som akut hotad. Inga underarter finns listade i Catalogue of Life.